# Glimboca
Glimboca – wieś w Rumunii, w okręgu Caraș-Severin, w gminie Glimboca. W 2011 roku liczyła 1808 mieszkańców. 